# 帝国という名の記憶
『帝国という名の記憶』（ていこくというなのきおく、A Memory Called Empire）は、アーカディ・マーティーンのデビュー小説となる2019年のサイエンス・フィクション長編小説。本作は、前任者の死と、その社会の根底にある不安定さを調査するテイクスカラアン帝国に派遣されたルスエル・ステーション大使のマヒート・ドズマーレの様子を描いている。本作は2020年のコンプトン・クルック賞と、同年のヒューゴー賞 長編小説部門を受賞した。

## プロット
マヒート・ドズマーレ大使が独立した共和国であるルスエル・ステーションからテイクスカラアン帝国に新しい大使として派遣される。彼女は、前大使イスカンダー・アガーヴンの意識のコピーを、頭蓋骨に埋め込まれた「イマゴマシン」に宿している。イスカンダーは死ぬ前にエルセルに戻ることができなかったため、彼の記憶は15年前のものとなっている。
テイクスカラアンで外交リエゾンのスリー・シーグラスと、シーグラスの友人トウェルブ・アゼイリアとであう。マヒートは、自身のイマゴが破壊工作にあっており、イスカンダーの記憶にアクセスする能力が失われていることに気づく。マヒートは、皇帝の顧問官であるナインティーン・アッズが仕掛けた暗殺の試みを退ける。シックス・ダイレクション皇帝は年老いて死期も近く、王位継承争いが起きている。帝国は、ルスエル併合計画を発表する。
マヒートはイスカンダーの遺体からイマゴマシンを取り出し、彼の最新の記憶にアクセスする。マヒートは、イスカンダーが皇帝にイマゴマシンを約束したことと、いかなる皇帝も不死であってはならないと考えている顧問官によって殺害されたことを知る。また、異星人の侵略が迫っていることも知る。マヒートは皇帝に、この侵略は帝国にとっての脅威であると説得し、皇帝はこの新たな脅威に対処するためにルスエル併合を中止する。内乱が拡大し、様々な将軍や貴族が王位を狙う中で、トウェルブ・アゼイリアと、数百人のテイクスカラアン人が殺害される。皇帝は王位継承争いを鎮めるために儀式的な自殺を行い、ナインティーン・アッズがシックス・ダイレクションの幼いクローンの後見役として王位につく。マヒートはルスエルへの帰還を要請する。

## 主題
ニューヨーク・タイムズ紙で、アマル・エル＝モータルは本作が我々自身の過去と未来の交点を探検していると報じた。言語、文法、慣習など、征服の政治やより広い文化と絡み合っている事柄を取り上げている。
ザ・ヴァージは、制度的記憶がいかに社会を導き、政策を形作るかを論じており、拡張志向のテイクスカラアン帝国と、独立心が極めて高いルスエル・ステーション人の異なる世界観を比較することで、征服と植民地主義の考え方についての洞察を提供していると評した。
Tor.comは、マヒートがテイクスカラアン人によって「野蛮人」と認識されている程度を強調した。
元ビザンチン帝国歴史の研究者である著者は、ビザンチン帝国やアステカ帝国などのいくつかの現実の帝国に加えて、中央アジアの帝国や、アメリカの帝国主義の概念も参考にしている。特に、ルスエル・ステーションの文化と歴史は中世アルメニアのアニ王朝から多大な影響を受けている。オクスフォード大学で古典アルメニア研究の修士号を取得したマーティーンは、ビザンチン帝国とアルメニアの関係、特に西暦1044年のビザンチン帝国によるアニ併合に関する研究から得た文化的抵抗、混淆、アイデンティティーというテーマを小説に織り込んでいる。マーティーンへのアルメニアの影響は、作中の言語的、象徴的な構造にまで及んでいる。マヒート・ドズマーレやイスカンダー・アガーヴンなどのステーション人の名前は、アルメニア語の音韻的・語源的な響きを反映している。例えば、「マヒート・ドズマーレ」（Mahit Dzmare）はアルメニア語の「mah」（մահ、「死」）と「dzmer」（ձմեռ、「冬」）を想起させうる。「ルスエル」（Lsel）という用語自体はアルメニア語の動詞 lsel（լսել、「聞く」）に由来しており、文化的記憶と口承伝統を強調している。
アルメニアの文芸雑誌「Granish.org」のインタビューで、マーティーンは本書を「自らの文化を吸収する文化を愛したことのあるすべての人々に。そして、グリゴル3世パフラヴニおよびペトロス1世ゲタダルツに、時を超えて」献呈すると述べている。
パブリッシャーズ・ウィークリー誌はこの小説に星付きのレビューを与え、「見事に作られたスペースオペラ」と呼び、その世界観と背景を称賛した。カーカス・レビュー誌はこの小説を「自信に満ちた始まり」であると述べ、アン・レッキーやユーン・ハ・リーの作品と肯定的に比較した。

## 受賞歴
| 年   | 賞                      | 部門       | 結果       | 参照   |
| ---- | ----------------------- | ---------- | ---------- | ------ |
| 2019 | ドラゴン賞              | SF長編小説 | ノミネート | [ 10 ] |
| 2019 | ネビュラ賞              | 長編小説   | 最終選考   | [ 11 ] |
| 2020 | アーサー・C・クラーク賞 | —          | 最終選考   | [ 12 ] |
| 2020 | コンプトン・クルック賞  | —          | 受賞       | [ 13 ] |
| 2020 | ヒューゴー賞            | 長編小説   | 受賞       | [ 14 ] |
| 2020 | ローカス賞              | 第一長編   | 最終選考   | [ 15 ] |

## 続編
続編の『平和という名の廃墟』は2021年3月に出版された（日本では2022年10月）。『帝国という名の記憶』の出来事から数か月後からはじめる物語の一部はジュエル・オブ・ザ・ワールドを、一部はルスエル・ステーションを舞台とするが、主にテイクスカラアン宇宙の境界にいる軍艦を舞台としている。マヒートとスリー・シーグラスは未知の種族との交渉のためにルスエル・ステーションへと向かう。前作同様に『平和という名の廃墟』もヒューゴー賞の長編小説部門を受賞した。